# Mount Victoria (Australia)
Mount Victoria – miasto w Australii, w stanie Nowa Południowa Walia.